# Wichrowe Wzgórza (film 2011)
Wichrowe Wzgórza (ang. Wuthering Heights) – brytyjski melodramat z 2011 roku w reżyserii Andrei Arnold. Adaptacja najsłynniejszej powieści Emily Brontë opublikowanej pod tym samym tytułem w 1847 roku.
Światowa premiera filmu nastąpiła 6 września 2011 roku podczas 68. MFF w Wenecji, gdzie film został zakwalifikowany do konkursu głównego i zdobył ostatecznie Złotą Osellę za najlepsze zdjęcia.

## Opis fabuły
Porzucony na drodze Heathcliff (debiutujący James Howson) zostaje przygarnięty przez zamożną rodzinę Earnshawów. Tutaj pod opieką pana domu, wychowuje się wraz z jego córką, Katarzyną (Kaya Scodelario). Gdy młodzi dorastają, zakochują się w sobie z wzajemnością, jednakże Katarzyna poślubia bogatego ziemianina, Edgara Lintona (James Northcote). Zdradzony Heathcliff, opuszcza na lata Wichrowe Wzgórza. Gdy zdobywa majątek, wraca i wykupuje majątek Earnshawów, zostając panem na Wichrowych Wzgórzach i poślubiając siostrę Edgara, Izabelę (Nichola Burley).

## Obsada
- Kaya Scodelario jako Katarzyna Earnshaw
- James Howson jako Heathcliff
- Oliver Milburn jako Pan Linton
- Nichola Burley jako Izabela Linton
- James Northcote jako Edgar Linton
- Amy Wren jako Franciszka Earnshaw
- Steve Evets jako Józef
- Paul Hilton jako Pan Earnshaw
- Simone Jackson jako Katarzyna Linton
- Jonny Powell jako Młody Edgar Linton

## Nagrody i nominacje
68. MFF w Wenecji
- nominacja: Złoty Lew – Andrea Arnold
- nagroda: Złota Osella za najlepsze zdjęcia − Robbie Ryan